# Enric, III comte de Lancaster
Enric de Lancaster (Castell de Grosmont, 1281 - Castell de Leicester, 22 de setembre de 1345), sent el segon fill d'Edmund d'Anglaterra, comte de Lancaster, i de Blanca d'Artois, reina vídua de Navarra i, com a tal fou germà de Tomás Plantagenet comte de Leicester i Lancaster.
A Flandes va combatre amb Eduard I (1297) i a Escòcia (1248 i de 1300 a 1305), amb el nom de lord Monmouth. L'any 1834 va obtenir els nomenaments de comte de Lancaster i de Leicèster i el càrrec de gran intendent d'Anglaterra acomplint-lo d'honors i dignitats perquè oblidés la condemna del seu propi germà, malgrat tot això, va jurar venjar-se, i al capdavant dels nobles revoltats es va apoderar (1326) d'Eduardo II, al qual va tancar al castell de Kenilworth, encarregant-se de la seva custòdia.
Després es va declarar contra Isabel esposa del referit Eduard II, i contra el favorit Mortimer, els qui el van atacar i li van revoltar els nobles que li havien recolzat el 1329, i abandonat per ells, especialment pels comtes de Kant i Norfolk, es va considerar feliç al obtenir el seu perdó per mediació de l'arquebisbe Meneiham. Va exercir una ambaixada a França, i va perdre la vista el 1330, no ocupant-se des d'aquella data més que en obres pietoses.

## Noces
Es va casar amb Maud Chaworth, abans del 2 de març de 1296/1297.
Henry i Maud van tenir set fills:
- Enric de Grosmont, primer duc de Lancaster, (c. 1310–1361)[2]
- Blanca de Lancaster, baronessa Wake de Liddell, (c. 1305-c. 1380) es va casar amb Thomas Wake, segon baró Wake de Liddell
- Maud de Lancaster, (vers 1310–1377); es va casar amb[3] William de Burgh, 3r comte d'Ulster (mort cap al 1333) i[4] Ralph d'Ufford, justiciar d'Irlanda (mort el 1346), i va tenir descendència d'ambdós.
- Joana de Lancaster, (vers 1312–1345); es va casar amb John de Mowbray, 3r baró Mowbray i va tenir descendència
- Isabel de Lancaster, abadessa d'Amesbury, (vers 1317 - després de 1347)
- Elionor de Lancaster, (vers 1318–1371/72) es va casar amb[3] John De Beaumont, segon baró Beaumont i[4] el 5 de febrer de 1344/45, Richard FitzAlan, tercer comte d'Arundel i va tenir descendència.
- Maria de Lancaster, (vers 1320–1362), que es va casar amb Henry de Percy, 3r baró Percy, i era la mare d'Henry Percy, 1r comte de Northumberland i va tenir descendència.